# Primitivo Sanmartí
Primitivo Sanmartí y Busquet (Barcelona, 1840-Barcelona, 1933) fue un  publicista, filólogo y escritor español.

## Biografía
Nacido el 26 de noviembre de 1840 en Barcelona, terminados los estudios de primera enseñanza se dedicó al comercio, que dejó por grave enfermedad. En Tarrasa y en Solsona cursó el latín y se preparó para seguir la carrera eclesiástica. En 1860 ingresó en la Compañía de Jesús, de la que salió en el año 1868. Pasó á Madrid y tomó el título de bachiller en artes. En 1869 comenzó trabajos de propaganda católica: fundó la Revista Popular que a finales del siglo XIX dirigía Félix Sardá y Salvany y publicó una biblioteca de pequeños volúmenes para ser repartidos entre el pueblo, además de establecer en Barcelona una librería y tipografía católica. En marzo de 1873 salió para Roma y desde esta ciudad se dirigió a Arequipa, en Perú.  Contrajo matrimonio con la arequipeña Fortunata Bustamante, de la que terminó enviudando.A finales del siglo XX residía en Lima, donde publicó títulos como Catálogo de las principales voces sinónimas para facilitar el análisis analógico (1883), Epitome de la gramática castellana, Ortografía castellana y un Tratadito de economia doméstica dedicada á los niños. Falleció en 1933, en el mes de abril, en Barcelona.